# Овсянников, Богдан Игоревич
Богдан Игоревич Овсянников (род. 5 января 1999, Нижний Новгород) — российский футболист, вратарь футбольного клуба «Оренбург»

## Клубная карьера
Дебютировал в российской ПФЛ за «Крылья Советов-2» 27 июля 2017 года в игре против ульяновской «Волги» (0:5).
Летом 2017 года был отдан в аренду в португальскую команду «Униан Лейрия», принадлежащую в то время Александру Толстикову. За молодёжную команду сыграл в 9 матчах, пропустив 17 мячей и забив 1 автогол.
Дебютировал за основной состав самарской команды «Крылья Советов» 25 сентября 2019 года в матче Кубка России против московского «Торпедо» (0:2). В ФНЛ дебютировал за «Крылья Советов» 9 октября 2020 года против «Текстильщика» (Иваново) (3:0).
В РПЛ дебютировал за «Крылья Советов» 14 мая 2022 года против грозненского «Ахмата» (0:1).
5 июля 2025 года стал игроком «Оренбурга».

## Карьера в сборных
В 2018 году сыграл два матча за молодёжную сборную России (20) против молодёжных сборных региона Валенсии (6:0) и Катара (3:0) на турнире COTIF.

## Клубная статистика
| Выступление        | Выступление      | Выступление      | Лига | Лига | Кубки | Кубки | Итого | Итого |
| Клуб               | Лига             | Сезон            | Игры | Голы | Игры  | Голы  | Игры  | Голы  |
| ------------------ | ---------------- | ---------------- | ---- | ---- | ----- | ----- | ----- | ----- |
| Крылья Советов     | Премьер-лига     | 2019/20          | 0    | 0    | 1     | -2    | 1     | -2    |
| Крылья Советов     | ФНЛ              | 2020/21          | 9    | -2   | 2     | -1    | 11    | -3    |
| Крылья Советов     | Премьер-лига     | 2021/22          | 2    | -2   | 2     | -1    | 4     | -3    |
| Крылья Советов     | Премьер-лига     | 2022/23          | 6    | -8   | 5     | -5    | 11    | -13   |
| Крылья Советов     | Премьер-лига     | 2023/24          | 9    | -14  | 1     | -3    | 10    | -17   |
| Крылья Советов     | Итого            | Итого            | 26   | -26  | 11    | -12   | 37    | -38   |
| → Крылья Советов-2 | ПФЛ              | 2017/18          | 2    | -5   | —     | —     | 2     | -5    |
| → Крылья Советов-2 | ПФЛ              | 2020/21          | 8    | -21  | —     | —     | 8     | -21   |
| → Крылья Советов-2 | Итого            | Итого            | 10   | -26  | —     | —     | 10    | -26   |
| Всего за карьеру   | Всего за карьеру | Всего за карьеру | 36   | -52  | 11    | -12   | 47    | -64   |

## Достижения
Крылья Советов
- финалист Кубка России: 2020/21
- победитель первенства ФНЛ: 2020/21